# Chalcz (rejon wietecki)
Chalcz, również Halcz (biał. Хальч; ros. Хальч) – wieś na Białorusi, w obwodzie homelskim, w rejonie wieteckim, około 16 km na północny wschód od Homela, nad rzeką Soż.

## Historia
W XIV wieku wieś leżała na terenie księstwa czernihowskiego. W 1437 roku ks. Świdrygiełło podarował wieś Pawłowi Miszkiewiczowi. Potomkowie Miszkiewicza przyjęli nazwisko Chaleccy, od nazwy tej miejscowości. Wśród kolejnych właścicieli Chalcza byli m.in.:
- Michał Chalecki, poseł litewski do Złotej Ordy (1496–1501)
- Jan Chalecki
- Dymitr Chalecki
- Michał Chalecki
- Eustachy Chalecki
- Dymitr Chalecki
- Władysław Jerzy Chalecki
- Karol Kazimierz Chalecki, starosta mozyrski
- Michał Chalecki, oboźny Wielkiego Księstwa Litewskiego
- Stanisław Chalecki, starosta petyhorski, sędzia wileński.

Stanisław (zm. w 1805 roku) był ostatnim właścicielem Chalcza, należącym do rodziny Chaleckich, którzy w II połowie XVII wieku zbudowali tu m.in. kościół i klasztor jezuitów. W 1764 roku Chalcz miał prawa miasteczka. 
Prywatne miasto szlacheckie położone było w końcu XVIII wieku w powiecie rzeczyckim województwa mińskiego.
Po I rozbiorze Polski znalazł się w Imperium Rosyjskim. W 1812 roku dobra te zostały sprzedane Ottonowi Woynicz-Sianożęckiemu. Ostatnim właścicielem Chalcza był Aleksander Sianożęcki (ojciec m.in. Zygmunta Wojnicz-Sianożęckiego), zamordowany w październiku 1939 roku na Grodzieńszczyźnie. 
Klasztor funkcjonował tu aż do kasaty klasztorów w zaborze rosyjskim w 1829 roku. W 1873 roku uruchomiono tu stację kolei libawsko-romeńskiej, co spowodowało rozkwit miasteczka: w 1909 roku było tu 1159 drewnianych i 1 murowany dom, w których mieszkało w sumie 2256 mieszkańców, mimo że miejscowość trawiły pożary w latach 1887, 1891 i 1892.
M.in. majątek w Chalczu opisywał w 1929 roku prof. Antoni Urbański w pracy Memento kresowe. Jest on również opisany w 1. tomie Dziejów rezydencji na dawnych kresach Rzeczypospolitej Romana Aftanazego.

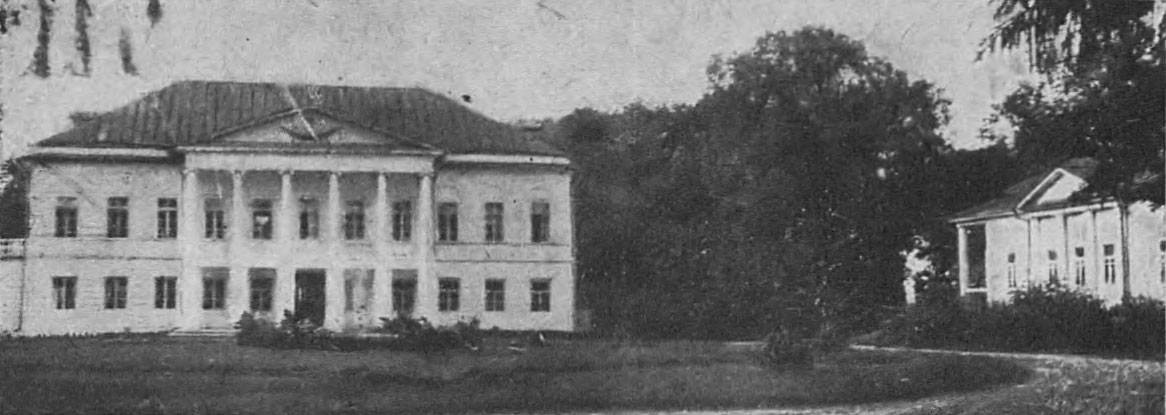
Pałac Sianożęckich i jedna z oficyn, przed 1920 rokiem

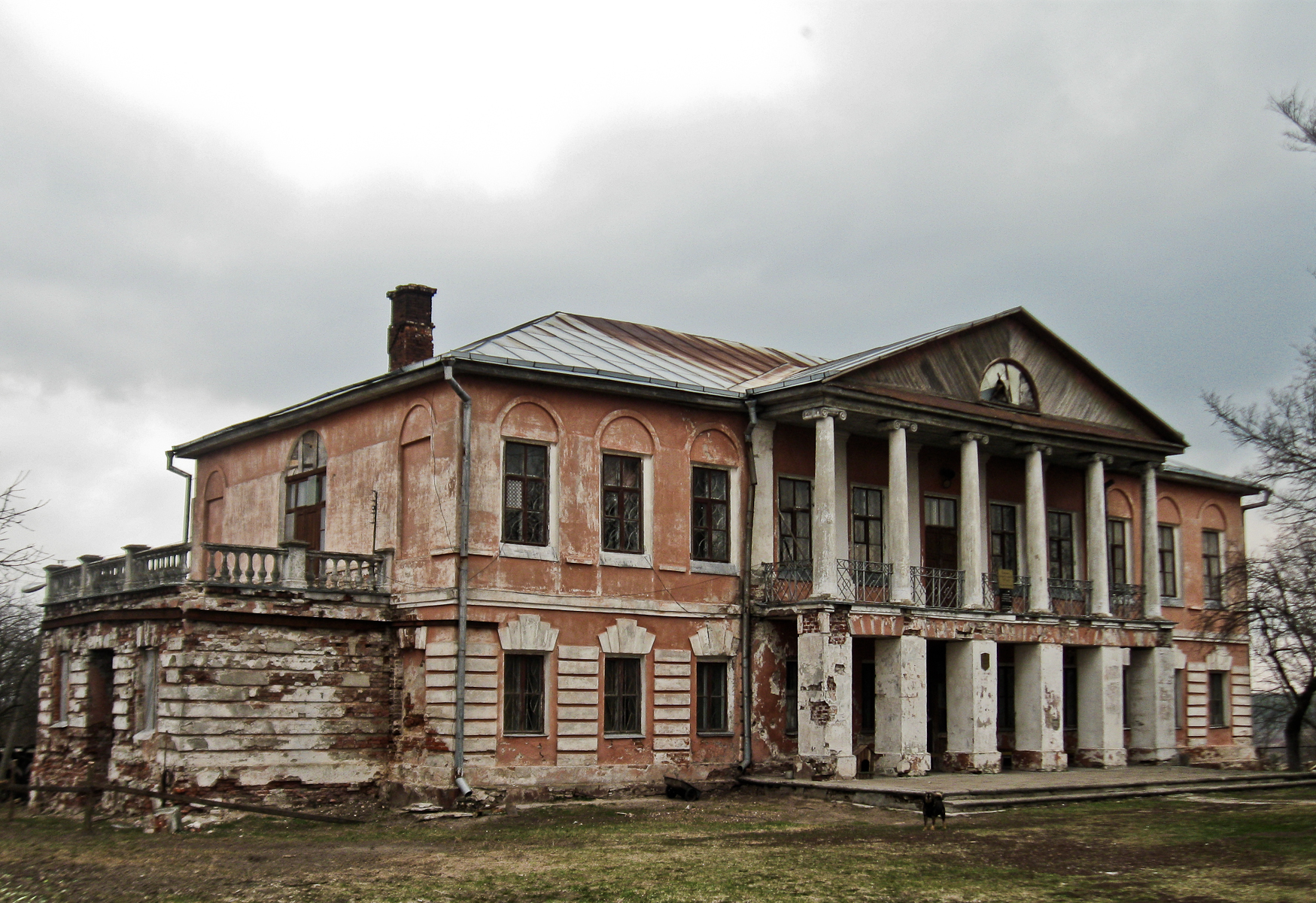
Stan z 2011 roku

## Zabytki
- Zaraz po nabyciu Chalcza Otton Woynicz-Sianożęcki wzniósł na wzgórzu dominującym nad rzeką i miasteczkiem duży, dwukondygnacyjny, piętnastoosiowy klasycystyczny pałac z portykiem od frontu z sześcioma kolumnami podtrzymującymi tympanon[6]. Cały pałac był umeblowany empirowymi, mahoniowymi meblami. Posiadał cenną bibliotekę. Cały budynek był skanalizowany i posiadał centralne ogrzewanie. Po obu stronach obszernego, dziedzińca zbudowano dwie oficyny. Dziedziniec zamykała brama wjazdowa. Pałac był otoczony kilkunastohektarowym parkiem opadającym tarasami ku rzece Soż. Ogród łączył się bezpośrednio z 75-hektarowym sadem owocowym[3]. Obecnie ruina, jest zabytkiem historyczno-kulturalnym Białorusi (o numerze 312Г000182).
- zabytkowa cerkiew pw. Archanioła Michała istnieje w Chalczu.
- kościół i klasztor z XVII wieku nie zachowały się.